# Barcząca (przystanek kolejowy)
Barcząca – przystanek kolejowy w miejscowości Barcząca, w Gminie Mińsk Mazowiecki, na linii kolejowej nr 2. Zatrzymuje się na niej większość pociągów osobowych relacji Siedlce – Warszawa.

## Ruch pasażerski[1]
| Rok  | Wymiana pasażerska na dobę |
| ---- | -------------------------- |
| 2017 | 300-499                    |
| 2018 | 300-499                    |
| 2019 | 700-999                    |
| 2020 | 500-699                    |
| 2021 | 500-699                    |
| 2022 | 500-699                    |
| 2023 | 500-699                    |

## Połączenia pasażerskie
Na przystanku zatrzymują się wyłącznie pociągi osobowe.
- Warszawa Zachodnia (oraz pewne połączenia przez Warszawę Zach.),
- Mrozy,
- Siedlce przez Mrozy,
- Łuków przez Siedlce.